# Sivuca

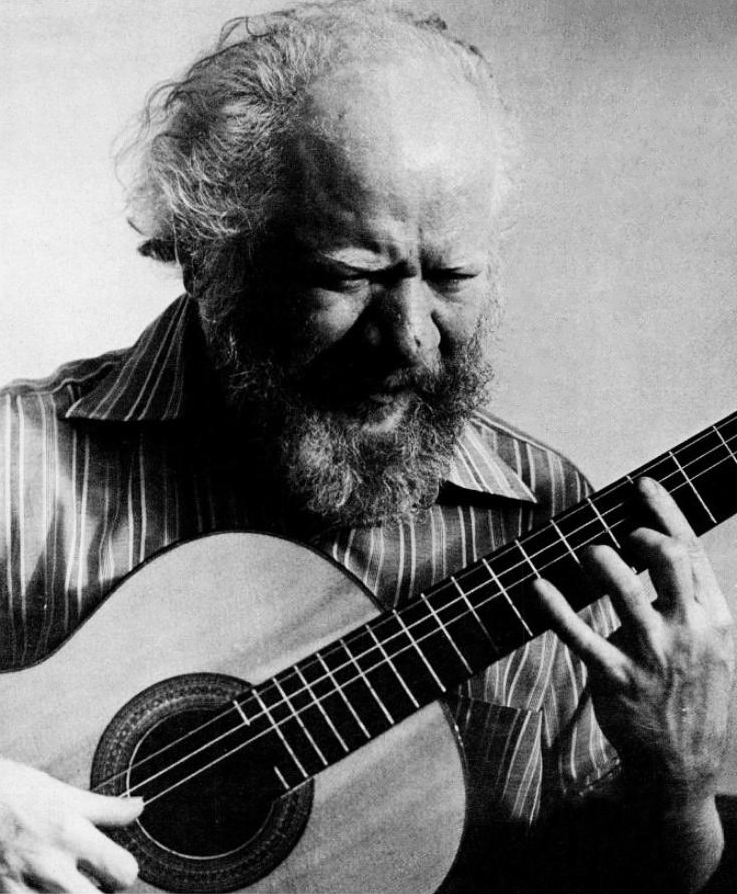
Sivuca (1972)

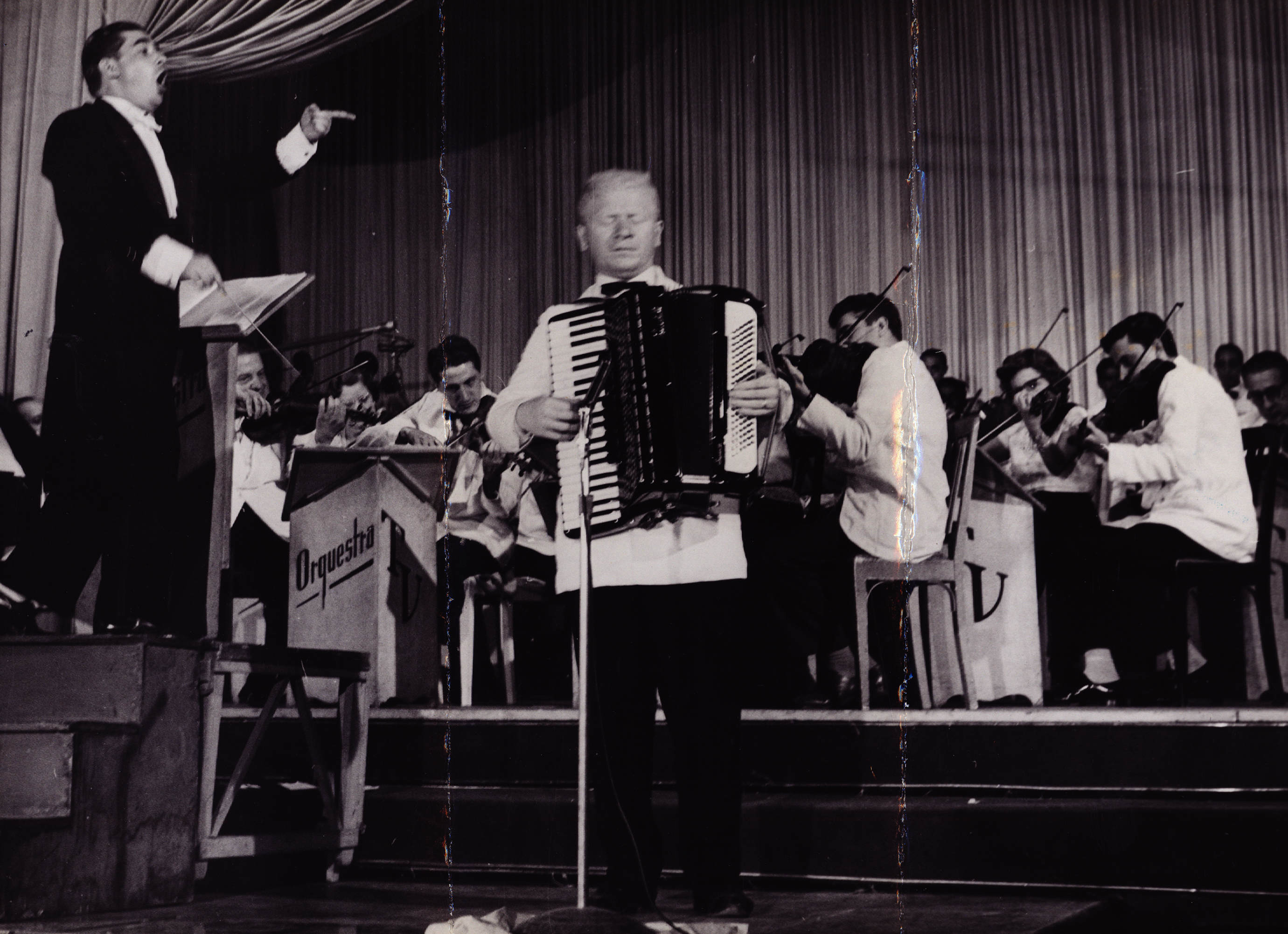
Sivuca, Auftritt bei dem Festival de Vozes des TV Tupi, Rio de Janeiro (Nationalarchiv)

Severino Dias de Oliveira, bekannt als Sivuca (* 26. Mai 1930 in Itabaiana, Paraíba; † 14. Dezember 2006 in João Pessoa, Paraíba), war Multiinstrumentalist und einer der bekanntesten Akkordeonspieler Brasiliens, des Weiteren Komponist und Arrangeur für Orchester und Sänger.

## Biografie
Er begann im Alter von 9 Jahren mit dem Akkordeonspiel und hatte schon bald kleine Auftritte. Mit 15 Jahren zog Sivuca nach Recife, der Hauptstadt von Pernambuco, wo er seinen Künstlernamen annahm und seine musikalische Karriere beim Radio begann. Mit 18 Jahren wurde er Schüler von Guerra Peixe, bei dem er Arrangement und Komposition studierte. 1950 nahm er mit seinem Partner Humberto Teixeira sein erstes Album auf und schrieb seine erste erfolgreiche Komposition Adeus Maria Fulô. 
1955 zog Sivuca nach Rio de Janeiro, um dort bei Radio und Fernsehen zu arbeiten. In den folgenden Jahren folgten Reisen nach Frankreich und Portugal.
1964 zog Sivuca nach New York, wo er 12 Jahre blieb. Dort arbeitete er unter anderem mit Hermeto Pascoal, Airto Moreira, Miriam Makeba sowie Glorinha Gadelha, die seine Frau wurde, zusammen. Mit ihr zusammen entstand die Komposition Feira de Mangaio, die als ein Klassiker des Forró gilt.
In den 1970er Jahren wuchs Sivucas Popularität. Er nahm eine Reihe von Schallplatten auf und realisierte bis zu seinem Tod viele Konzertreisen durch diverse Länder. Sein Repertoire umfasste Choros, Frevos, Forrós, Jazz, Baião, klassische Musik oder auch Blues.
Im Alter von 76 Jahren erlag er einer Lungenkrebserkrankung.

## Diskografie
- Motivo para Dançar, 1956
- Motivo para Dançar Nº 2 - Sivuca e Seu Conjunto, 1957
- Rendez-vous a Rio, 1965
- Golden Bossa Nova Guitar, 1968
- Sivuca, 1968
- Putte Wickman & Sivuca, 1969
- Sivuca, 1969
- Joy - Trilha Sonora do Musical - Oscar Brown Jr., Jean Pace, Sivuca, 1970
- Sivuca, 1973, mit Morris Goldberg, Cindy Kimball, Sadiq Shabazz[1]
- Live at the Village Gate, 1975, mit Morris Goldberg, Cindy Kimball, Mervin Bronson, Sadiq Shabazz[2]
- Sivuca e Rosinha de Valença Ao Vivo, 1977
- Sivucam, 1978
- Forró e Frevo, 1980
- Cabelo de Milho, 1980
- Forró e Frevo Vol. 2, 1982
- Vou Vida Afora, 1982
- Onça Caetana, 1983
- Forró e Frevo Vol. 3, 1983
- Forró e Frevo Vol. 4, 1984
- Sivuca & Chiquinho Do Acordeon, 1984
- Som Brasil, 1985
- Chiko’s Bar,  Toots Thielemans & Sivuca, 1986
- Rendez-Vous in Rio, Sivuca, Toots Thielemans, Silvia, 1986
- Sanfona e Realejo, 1987
- Let’s Vamos, Sivuca & Guitars Unlimited, 1987
- Um Pé No Asfalto, Um Pé Na Buraqueira, 1990
- Pau Doido, 1993
- Enfim Solo, 1997
- Cada um Belisca um Pouco, Sivuca, Dominguinhos, Oswaldinho (Biscoito Fino, 2004)
- Sivuca Sinfônico, Sivuca, Orquestra Sinfônica do Recife (Biscoito Fino, 2006)
- Sivuca e Quinteto Uirapuru, Sivuca, Quinteto Uirapuru (Kuarup, 2004)
- Sivuca - O Poeta do Som, (DVD Kuarup, 2006)
- Terra Esperança (Kuarup, 2007)